# Alex Jones (Rennfahrer)
Alexander „Alex“ Jones (* 27. September 1988 in Anglesey, Wales; † 30. März 2019) war ein britischer Automobilrennfahrer, der ab 2013 als Radsportler aktiv war.

## Karriere
Jones begann seine Motorsportkarriere 2004 im Kartsport, in dem er bis 2006 aktiv war. 2007 debütierte Jones im Formelsport und nahm an vier Rennen der britischen Formel Ford teil. 2008 absolvierte er die komplette britische Formel-Ford-Saison für verschiedene Teams und erreichte den 17. Platz in der Fahrerwertung und konnte in der Scholarship Class mit sechs Siegen den dritten Platz in der Fahrerwertung erringen. 2009 blieb er in dieser Serie und verbesserte sich mit einer Pole-Position und einer Podest-Platzierung auf den 13. Gesamtrang.
Nach einer mehrjährigen Pause erhielt Jones für die Saison 2012 der Indy Lights ein Cockpit bei Brooks Associates Racing. Obwohl er bereits für den Saisonauftakt gemeldet war, kam er aufgrund von Budget-Problemen nicht zum Einsatz. Sein Debüt in der Indy Lights gab er schließlich beim dritten Rennen, welches sein einziger Saisonstart blieb.
Nach der Rückkehr nach Wales stieg er auf das Radfahren um. Nach einer Virusinfektion, die zu Narbengewebe an seinem Herzen führte, wurde ihm dringend empfohlen, einige Monate lang nicht Rad zu fahren, damit sich sein Herzgewebe erholen konnte. Am 30. März 2019 unternahm er eine Radtour in Denbighshire. Bei der Ausfahrt mit dem Rad hatte er einen plötzlichen Herzstillstand, woran er starb.

## Karrierestationen
- 2004–2006: Kartsport
- 2007: Britische Formel Ford
- 2008: Britische Formel Ford (Platz 17)
- 2009: Britische Formel Ford (Platz 13)
- 2012: Indy Lights (Platz 27)